# Encruphion leena
Encruphion leena là một loài bướm đêm trong họ Erebidae.